# 863 до н. е.

## Події
Балеазар ІІ став царем Тіру після смерті свого батька Ітобаала І.
Неподалік Ріо-де-Жанейро (Бразилія) є скеля Педра де Гавеа з вибитим на ній написом фінікійськими літерами: «Бадезір фінікійський з Тіру, старший син Джетбаала…». Як могли виявитися написи фінікійців на протилежному березі Атлантичного океану залишається загадкою.